# Brug 1859
Brug 1859 is een brug in Amsterdam Nieuw-West, buurt Nieuwe Meer.
De voetbrug is aangelegd vanuit het Jaagpad dat ter plaatse de noordelijke oever van de Nieuwe Meer vormt. Ze vormt de verbinding met een daarvan noordelijk gelegen groenstrook tussen het meer en het Volkstuinencomplex Ons Buiten. Die groenstrook bestaat uit bebost gebied die tussen twee afwateringstochten ligt. Door dat gebiedje loopt een wandelpad, dat bij herinrichting van de openbare ruimte geen in- en uitgang meer had. Door Haasnoot Bruggen BV werd een voetbrug ontworpen, die geheel opgaat in het beboste landschap. Die firma ontwierp voor tientallen plekken in Amsterdam Nieuw-West houten maar ook metalen bruggen voor een groene omgeving, maar bijvoorbeeld ook voor 't Kleine Loopveld. De houten brug op stenen landhoofden stamt uit de jaren nul van de 21e eeuw.

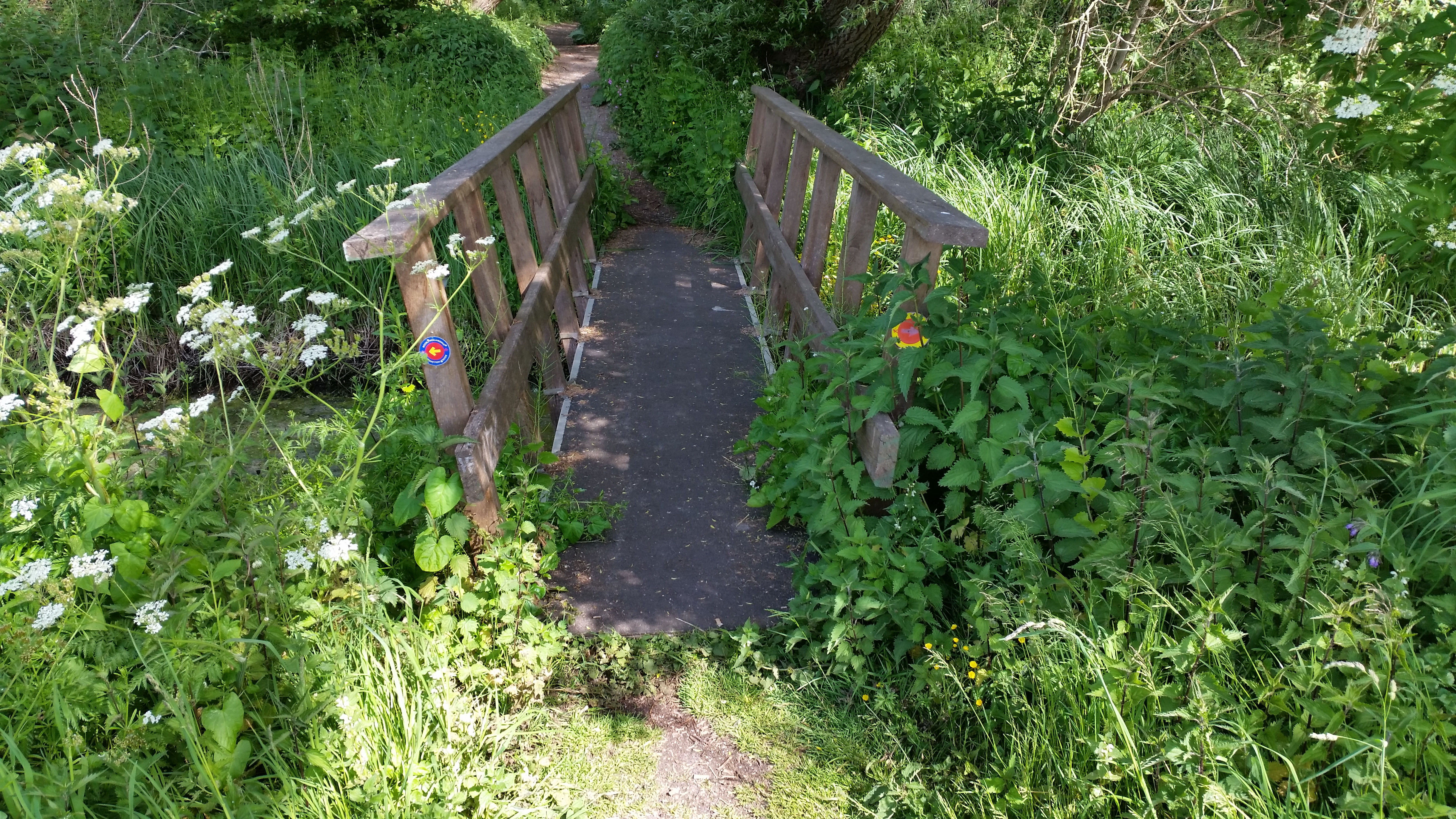
Brug 1859 (mei 2020)

<<< · 1800 · 1801 · 1802 · 1803 · 1804 · 1805 · 1806 · 1807 · 1808 · 1809 ·  1810 · 1811 · 1812 · 1813 · 1814 · 1815 · 1816 · 1818 · 1819 · 1820 · 1821 · 1822 · 1823 · 1824 · 1826 · 1827 · 1828 · 1829 · 1830 · 1831 · 1832 · 1833 · 1834 · 1835 · 1836 · 1837 · 1838 · 1839 · 1840 · 1841 · 1842 · 1843 · 1844 · 1845 · 1846 · 1847 · 1848 · 1849 · 1850 · 1851 · 1852 · 1853 · 1854 · 1855 · 1856 · 1857 · 1858 · 1859 · 1860 · 1861 · 1862 · 1863 · 1864 · 1865 · 1866 · 1867 · 1868 · 1869 ·  1870 · 1871 · 1872 · 1873 · 1874 · 1875 · 1876 · 1877 · 1879 ·  1880 · 1881 · 1882 · 1883 · 1884 · 1885 · 1886 · 1888 · 1889 · 1890 · 1891 · 1892 · 1893 · 1894 · 1895 · 1896 · 1897 · 1898 · 1899 · >>>
Brugnummers 1817, Brug 1819, 1820, 1825, 1878, 1887  zijn niet (meer) vergeven.